# La Biblia (película de 1966)
La Biblia (en inglés, The Bible: in the Beginning..., en italiano, La Bibbia) es una película bíblica ítalo-estadounidense de 1966. Dirigida por John Huston y producida por Dino de Laurentiis, que cuenta el libro bíblico del Génesis, desde la creación de Adán y Eva hasta el Sacrificio de Isaac.
Estrenada por 20th Century Fox, el reparto de la película incluye a Huston, Michael Parks, Richard Harris, Franco Nero, Stephen Boyd, George C. Scott, Ava Gardner, Peter O'Toole y Gabriele Ferzetti. El guion fue escrito por Christopher Fry, con contribuciones no acreditadas de Orson Welles, Ivo Perilli, Jonathan Griffin, Mario Soldati y Vittorio Bonicelli, fotografiado por Giuseppe Rotunno en Dimension 150, una variante del formato Todd-AO de 70 mm. La banda sonora fue del compositor japonés Toshiro Mayuzumi, con pistas adicionales de Ennio Morricone no acreditado.
La película, que se estrenó en la ciudad de Nueva York el 28 de septiembre de 1966, recibió críticas mixtas de los críticos. La National Board of Review incluyó la película en su lista de las "diez mejores películas" de 1966. De Laurentiis y Huston ganaron los Premios David di Donatello a Mejor productor y Mejor director extranjero, respectivamente. La banda sonora de Toshiro Mayuzumi fue nominada a un Premio Óscar y un Globo de Oro. 
La película fue concebida originalmente como la primera de una serie de películas que narraban todo el Antiguo Testamento, pero estas secuelas nunca se hicieron.

## Argumento
Parte I
La película comienza con la Creación. Dios crea los cielos y la tierra, incluyendo al primer hombre, Adán y a la primera mujer, Eva. Ambos viven en el utópico Jardín del Edén hasta que una Serpiente convence a Eva de desobedecer a Dios comiendo un fruto del árbol de la ciencia, y a su vez Eva convence a Adán de hacer lo mismo. Dios castiga a la serpiente y destierra a Adán y Eva del Jardín.
Eva da a luz a dos hijos: Caín y Abel. Cuando son mayores, Caín se convierte en agricultor y Abel en pastor. Ambos hacen sacrificios rituales regulares a Dios, siendo la ofrenda de Caín su parte de la cosecha mientras que la ofrenda de Abel es un cordero. Dios entonces favorece el sacrificio del cordero hecho por Abel. Caín, lleno de celos, asesina a Abel y huye. Adán y Eva lloran la pérdida de sus dos hijos, pero Dios les da otro hijo, al que llamaron Set. Pasan generaciones y la mayoría de los descendientes de Caín se vuelven malvados.
Dios está disgustado con su creación y tiene la intención de destruirla por completo mediante un diluvio universal. Se pone en contacto con el descendiente de Adán llamado Noé y le ordena que construya un Arca para salvarse a sí mismo y a su familia. Noé obedece y, una vez terminada la construcción del arca, se llevan al arca dos parejas de animales limpios e inmundos y pájaros. Después de cerrar la puerta, se produce una tormenta y las fuentes de agua estallan, cubriendo la tierra de agua. Todos los seres vivos fuera del arca mueren, mientras que los ocupantes del arca sobreviven. Cuarenta días después, con la esposa de Noé contando los días, el arca aterrizó en las montañas de Ararat, en las que se embarcaron los animales y los pájaros. Entonces Dios le promete a Noé que nunca más destruirá su creación mediante un diluvio, simbolizado por un arco iris.
Parte II
La segunda parte comienza con una representación visual de los descendientes de Noé y una breve descripción de la historia de la Torre de Babel, en la que el rey Nimrod desafía a Dios ordenando la construcción de una torre colosal y disparando una flecha desde lo alto de la misma hacia el cielo. Dios responde confundiendo al pueblo para que hablen diferentes idiomas, lo que hace que se dispersen por la Tierra.
El resto de la película cuenta la historia de Abraham, a quien Dios elige para convertirse en padre de una gran nación al migrar con su familia a la tierra de Canaán. Abraham quería un hijo que heredara su posición, pero su esposa Sara es estéril. Sara ofrece a su sierva Agar para que en su lugar dé a luz los hijos de Abraham. Agar queda embarazada de Ismael, pero Dios promete que Abraham tendrá otro hijo con Sara, y su hijo se llamará Isaac y heredará la posición de Abraham en lugar de Ismael. Agar y Sara comienzan a resentirse entre sí.
Los hombres de Abraham comienzan a pelearse con los de su sobrino Lot, por lo que acuerdan separarse. Lot decide intentar vivir con su familia en la ciudad de Sodoma y Gomorra. Entonces Abraham recibe la visita de tres ángeles, quienes anuncian el embarazo de Sara y el plan de Dios de destruir Sodoma y Gomorra con fuego. Abraham intercede por los sodomitas. Dos de los ángeles van a visitar a Lot, diciéndole a él y a su familia que huyan de la ciudad y nunca miren atrás. Entonces los ángeles hacen caer fuego, destruyendo la ciudad, y la esposa de Lot mira hacia atrás y se convierte en una columna de sal.
Finalmente, Sara da a luz a Isaac y Abraham le ofrece un banquete. Sara, temiendo que Ismael pudiera matar a Isaac como Caín hizo con Abel, le pide a Abraham que los despida. Entonces Abraham lo exilia junto con su madre al desierto. Con Ismael al borde de la muerte, Agar clama a Dios pidiendo ayuda. Entonces Dios crea milagrosamente un manantial de la arena, prometiéndole a Ismael que será padre de una gran nación y que él y sus descendientes podrán prosperar.
Dios entonces le ordena a Abraham que mate a Isaac como sacrificio. Abraham está devastado, pero obedece y se va hacia el monte Moriah, solo con Isaac, para realizar allí el sacrificio sin decirle a él ni a su madre sus verdaderas intenciones. En Moriah, mientras se prepara para sacrificar a su hijo, Dios detiene a Abraham, diciéndole que era una prueba para ver si Abraham seguiría obedeciendo a Dios pase lo que pase. Abraham e Isaac sacrifican un carnero que estaba atrapado en unos arbustos cercanos.

## Reparto
- John Huston como narrador/Dios/Noé.
- Franco Nero como Abel.
- George C. Scott como Abraham.
- Michael Parks como Adán.
- Zoe Sallis como Agar.
- Peter O'Toole como los tres ángeles.
- Richard Harris como Caín.
- Angelo Boscariol como Cam.
- Giovanni Di Benedetto como el criado de Nemrod.
- Gabriella Pallotta como la esposa de Cam.
- Rossana De Rocco como la esposa de Jafet.
- Eleonora Rossi Drago como la esposa de Lot.
- Claudie Lange como la esposa de Nemrod.
- Pupella Maggio como la esposa de Noé.
- Anna Orso como la esposa de Sem.
- Ulla Bergryd como Eva.
- Alberto Lucantoni como Isaac.
- Luciano Conversi como Ismael.
- Eric Leutzinger como Jafet.
- Gabriele Ferzetti como Lot.
- Stephen Boyd como Nemrod.
- Ava Gardner como Sara.
- Peter Heinze como Sem.
- Flavio Bennati como la serpiente.

## Premios y nominaciones
| Premio                    | Categoría                  | Nominado/a               | Resultado |
| ------------------------- | -------------------------- | ------------------------ | --------- |
| Premios Óscar             | Mejor Banda Sonora         | Toshiro Mayuzumi         | Nominado  |
| Premio David di Donatello | Mejor Productor            | Dino De Laurentiis       | Ganador   |
| Premio David di Donatello | Mejor Fotografía           | Giuseppe Rotunno         | Ganador   |
| Premio David di Donatello | Mejor Diseño de Producción | Mario Chiari             | Ganador   |
| Premio David di Donatello | Mejor Director Extranjero  | John Huston              | Ganador   |
| Premios Globos de Oro     | Mejor Banda Sonora         | Toshiro Mayuzumi         | Nominado  |
| National Board of Review  | Top 10 películas de 1966   | Top 10 películas de 1966 | Ganadora  |
| Nastro d'Argento          | Mejor Fotografía, Color    | Giuseppe Rotunno         | Nominado  |
| Nastro d'Argento          | Mejor Diseño de Producción | Maria De Matteis         | Nominada  |
| Nastro d'Argento          | Mejor Productor            | Dino De Laurentiis       | Nominado  |
| Nastro d'Argento          | Mejor Diseño de Producción | Mario Chiari             | Ganador   |